# عندما يحب الرجل امرأة (أغنية)
عندما يحب الرجل امرأة (بالإنجليزية: When a Man Loves a Woman)‏ أغنية كتبها كالفن لويس وأندرو رايت وسجلها بيرسي سليدج لأول مرة في عام 1966 في استوديو نورالا ساوند في شيفيلد، ألاباما. احتلت المرتبة الأولى في كل قوائم البيلبورد Billboard Hot 100. سجلت المغنية والممثلة بيت ميدلر الأغنية بعد 14 عامًا وحققت مكانتهت بين أفضل 40 أغنية مع نسختها في عام 1980، وفي عام 1991، سجل مايكل بولتون الأغنية وبلغت نسخته ذروتها في المرتبة الأولى على كل قوائم البيلبورد.

## خلفية الأغنية
سجل بيرسي سليدج الأغنية في ريك هول في استوديوهات فايم، قبل إعادة تسجيلها في استوديوهات نورالا التي يملكها كوين آيفي. وكانت الآلات الموسيقية المستعملة: أرغن فارفيزا وجيتار وجيتار باس كهربائي وطبول والابواق، لكن جيري ويكسلر من شركة أتلانتيك ريكوردز طلب إعادة تسجيل الأغنية لأن الأبواق كانت غير متناغمة. وفقًا للموسيقي ديفيد هود قال: "لقد عادوا إلى الاستوديو وغيروا الأبواق، وحصلوا على عازفي بوق مختلفين للعب عليها. ولكن بعد ذلك اختلطت الأشرطة وأصدر أتلانتيك نسختهم الأصلية، وهذا هو النجاح.
أدعي مغني الأغنية بيرسي سليدج انه من كتب الأغنية حيث قال: "عندما كتبت الأغنية في البداية، كانت تسمى "لماذا تركتني حبيبي"، وقمت بتغييرها إلى "عندما يحب الرجل امرأة". أنا فقط عكستها، وأخبرني كوين أنه إذا كنت سأكتب بعض الكلمات حول هذا اللحن والتعبير الذي وضعته في "لماذا تركتني يا حبيبي"، فقد كان يعتقد أنه سيكون تسجيلًا ناجحًا. كان أحد أفضل منسقي الموسيقى في ذلك الوقت. من المؤكد أنه سألني إذا كان لدي أي كلمات لذلك. قال: "هل هذا كل شيء؟ اكتب قصة حول هذا العنوان، يا لها من أغنية بهذا الشعور الذي لديك" كانت أغنية من المفترض أن تكون.

## استقبال الأغنية
صدرت الأغنية نسخة بيرسي سليدج في أبريل 1966، وصعدت إلى المركز الأول على قوائم بيلبورد للأغاني الفردية. كانت الأغنية أيضًا من أفضل عشرة أغاني في المملكة المتحدة حيث وصلت إلى المرتبة الرابعة في إصدارها الأولي وبلغت ذروتها في النهاية في المرتبة الثانية في عام 1987 في المملكة المتحدة مرة أخرى بعد ظهورها في إعلان «ليفايز جينز» التجاري.
تم إدراج الأغنية نسخة بيرسي سليدج في المرتبة 53 في قائمة أفضل 500 أغنية على الإطلاق لمجلة رولينج ستون. أيضًا في عام 1987، أعيد إصدارها في الولايات المتحدة للترويج لألبوم الموسيقى التصويرية لفيلم «بلاتون» للمخرج اوليفر ستون.

## كلمات الأغنية
عندما يحب الرجل امرأة When a man loves a woman
لا يمكن أن يتعلق عقله بشيء آخر Can't keep his mind on nothin' else
سيغير العالم من أجل الشيء الجيد الذي حصل عليه He'd change the world for the good thing he's found
إذا كانت سيئة، لا يمكنه رؤية ذلك If she is bad, he can't see it
هي لا تستطيع القيام بشيء خاطئ She can do no wrong
سوف يدير ظهره لأفضل أصدقائه إذا أغضبها Turn his back on his best friend if he put her down
عندما يحب الرجل امرأة When a man loves a woman
سوف ينفق كل ما لديه He'll spend his very last dime
يحاول التمسك بما يحتاجه Tryin' to hold on to what he needs
سيتخلى عن كل وسائل راحته He'd give up all his comforts
وينام تحت المطر And sleep out in the rain
إذا قالت هذا هو الطريق If she said that's the way
الذي يجب أن يكون It ought to be
حسنًا، هذا الرجل يحبك يا امرأة Well, this man loves you, woman
أعطيتك كل ما لدي I gave you everything I have
أحاول التمسك بحبك القاسي Tryin' to hold on to your heartless love
حبيبي، من فضلك لا تعاملني بسوء Baby, please don't treat me bad
عندما يحب الرجل امرأة When a man loves a woman
في أعماق روحه Down deep in his soul
يمكنها أن تجلب له مثل هذا البؤس She can bring him such misery
إذا كانت تتلاعب به كأحمق If she is playin' him for a fool
إنه آخر من يعرف He's the last one to know
عيون الحب لا ترى أبدًا Lovin' eyes can never see
عندما يحب الرجل امرأة When a man loves a woman
لا يستطيع أن يخطئ في حقها He can do her no wrong
لا يمكنه أبدًا أن يرغب He can never hug
في فتاة أخرى Some other girl
نعم، عندما يحب الرجل امرأة Yes, when a man loves a woman
أعرف بالضبط كيف يشعر I know exactly how he feels
لأن حبيبي، حبيبي، أنت عالمي 'Cause baby, baby, you're my world
عندما يحب الرجل امرأة When a man loves a woman

## وصلات خارجية
- عندما يحب الرجل امرأة (أغنية) على موقع thestandardreport
- عندما يحب الرجل امرأة (أغنية) على موقع rollingstone